# 天平镇 (藤县)
天平镇，是中华人民共和国广西壮族自治区梧州市藤县下辖的一个乡镇级行政单位。

## 行政区划
天平镇下辖以下地区：
天平街社区、天平村、龙胜村、罗万村、罗平村、冷水村、罗垌村、新陈村、新马村、罗盖村、民益村、保燕村、三益村、塘冲村、满村、石炉村、思中村、新兴村、回龙村、新大村和富双村。